# Vocea ta (album)
Vocea ta este albumul de debut al cântăreței de origine română Elena Gheorghe, lansat în vara anului 2006. Albumul a fost unul preponderent latino, asemănător celor lansate cu formația Mandinga.

## Ordinea pieselor pe disc
1. „Vocea ta”
2. „Dulce ca mierea”
3. „N-ai să vii”
4. „Ochii tăi căprui”
5. „Dorințe”
6. „Dans latino”
7. „Noaptea sau în zori”
8. „Paradisul”
9. „Vocea ta” (Remix Summertime)
10. „Soarele meu” (Remix Lucaccione)

## Piese promovate
| Piesa              | Clasamentul      | Poziția maximă |
| ------------------ | ---------------- | -------------- |
| „Vocea ta”         | Romanian Top 100 | 8              |
| „Ochii tăi căprui” | Romanian Top 100 | 21             |